# فهرست ۱۰۰ شرکت برتر ایرانی
این مدخل فهرست رتبه‌بندی شرکت‌های ایرانی از سازمان مدیریت صنعتی است. این‌ها بزرگ‌ترین کارخانه و بنگاه‌های تجاری و صنعتی شمار می‌رود که به تولید ناخالص داخلی GDP جمهوری اسلامی ایران کمک می‌کند.از حیث پراکندگی جغرافیایی استانی ۵۰۰ شرکت برتر انتخاب شده عمده‌ترین آنها را می‌توان در استان تهران بالغ بر ۶۲ درصد، استان اصفهان ۱۱ درصد، استان هرمزگان ۶ درصد، استان خوزستان ۵٫۸درصد و استان بوشهر ۵٫۶ درصد متمرکز شدند.

## ۱۳۹۹
| رتبه | نام شرکت                                           | فروش سال قبل میلیارد ریال | فروش سال 99 ، میلیارد ریال |
| ۱    | پتروشیمی خلیج فارس                                 | ۸۱۸۵۵۳٫۳                  | ۱۴۶۸۶۱۷                    |
| ۲    | بانک ملت                                           | ۴۸۲۶۰۷٫۸                  | ۱۰۲۸۱۷۲                    |
| ۳    | شرکت فولاد مبارکه اصفهان                           | ۵۰۷۴۱۷٫۵                  | ۱۰۱۰۹۱۱                    |
| ۴    | بانک و هلدینگ سرمایه                               | ۹۰۹۹۵۷۱                   | ۱۰۰۹۵۶۷۹                   |
| ۵    | شرکت پالایش نفت بندرعباس                           | ۷۳۳۶۰۹٫۸                  | ۹۵۳۳۴۴                     |
| ۶    | شرکت سرمایه‌گذاری پارس آریان                        | ۴۰۳۲۱۳٫۵                  | ۷۵۴۸۳۹٫۸                   |
| ۷    | شرکت سرمایه‌گذاری غدیر                              | ۵۵۹۹۲۳٫۲                  | ۷۴۹۹۴۴٫۳                   |
| ۸    | شرکت ایران خودرو                                   | ۳۳۲۴۶۳٫۷                  | ۶۶۵۱۵۴٫۳                   |
| ۹    | شرکت گروه مپنا                                     | ۲۱۲۶۶۲٫۳                  | ۶۱۱۸۹۴                     |
| ۱۰   | بانک صادرات ایران                                  | ۳۲۳۴۱۷                    | ۶۰۶۲۰۴٫۹                   |
| ۱۱   | گروه گسترش نفت و گاز پارسیان                       | ۴۸۳۲۸۵٫۶                  | ۵۹۹۸۰۳٫۳                   |
| ۱۲   | بانک رفاه کارگران                                  | ۴۲۶۵۶۰٫۶                  | ۵۹۶۹۷۰٫۲                   |
| ۱۳   | بانک پاسارگاد                                      | ۲۹۵۰۶۱                    | ۵۱۳۷۵۴٫۲                   |
| ۱۴   | شرکت سرمایه‌گذاری نفت و گاز و پتروشیمی تأمین        | ۲۲۱۰۰۳٫۵                  | ۴۶۱۶۵۸٫۸                   |
| ۱۵   | بانک تجارت                                         | ۲۸۷۰۵۹٫۹                  | ۴۵۳۹۶۱                     |
| ۱۶   | شرکت پتروشیمی نوری                                 | ۲۵۷۳۵۱٫۱                  | ۴۵۳۹۲۹٫۱                   |
| ۱۷   | شرکت ملی صنایع مس ایران                            | ۲۳۵۳۰۴٫۷                  | ۴۵۰۲۷۲٫۲                   |
| ۱۸   | شرکت معدنی و صنعتی گل گهر                          | ۱۸۱۰۸۷٫۵                  | ۴۳۳۵۶۳٫۲                   |
| ۱۹   | شرکت پالایش نفت تبریز                              | ۲۵۹۶۸۴٫۱                  | ۳۷۰۶۷۷٫۶                   |
| ۲۰   | شرکت فولاد خوزستان                                 | ۱۶۹۲۴۴                    | ۳۵۶۱۹۴٫۲                   |
| ۲۱   | بانک پارسیان                                       | ۲۲۶۳۷۱٫۸                  | ۳۵۱۸۳۰٫۴                   |
| ۲۲   | شرکت بیمه ایران                                    | ۲۵۱۷۷۹٫۶                  | ۳۳۶۷۰۰٫۵                   |
| ۲۳   | شرکت گروه ارزش آفرینان پاسارگاد                    | ۱۱۹۸۱۵٫۴                  | ۳۱۹۱۰۹٫۷                   |
| ۲۴   | شرکت مخابرات ایران                                 | ۲۳۹۵۴۷٫۸                  | ۳۱۷۹۹۱٫۲                   |
| ۲۵   | شرکت پتروشیمی جم                                   | ۱۵۳۵۰۹٫۵                  | ۳۱۳۴۷۰                     |
| ۲۶   | شرکت سایپا                                         | ۲۰۴۶۴۷٫۹                  | ۳۰۰۰۴۵٫۸                   |
| ۲۷   | شرکت معدنی و صنعتی چادرملو                         | ۱۱۹۷۶۲٫۶                  | ۲۹۹۹۵۸٫۲                   |
| ۲۸   | شرکت گسترش انرژی پاسارگاد                          | ۱۰۲۸۴۱٫۶                  | ۲۸۹۰۷۱٫۱                   |
| ۲۹   | شرکت پتروشیمی پارس                                 | ۱۶۵۵۰۲٫۲                  | ۲۷۰۳۶۹٫۴                   |
| ۳۰   | شرکت سرمایه‌گذاری گروه توسعه ملی                    | ۱۵۰۷۲۷٫۴                  | ۲۶۰۸۵۶٫۷                   |
| ۳۱   | شرکت پتروشیمی مارون                                | ۱۳۲۰۹۶٫۲                  | ۲۵۴۹۲۳٫۹                   |
| ۳۲   | شرکت ارتباطات سیار ایران                           | ۱۸۵۳۲۵٫۱                  | ۲۵۲۱۵۲٫۸                   |
| ۳۳   | شرکت پتروشیمی بندر امام                            | ۱۶۳۰۸۱٫۵                  | ۲۴۵۰۳۵٫۵                   |
| ۳۴   | بانک کشاورزی                                       | ۱۸۹۳۱۴٫۴                  | ۲۳۷۸۴۸٫۶                   |
| ۳۵   | شرکت پلیمر آریا ساسول                              | ۹۸۷۹۱٫۷                   | ۱۹۷۰۶۲٫۵                   |
| ۳۶   | شرکت کشتیرانی جمهوری اسلامی ایران                  | ۱۵۹۲۷۰٫۱                  | ۱۹۴۱۷۶٫۷                   |
| ۳۷   | شرکت پتروشیمی امیر کبیر                            | ۷۶۰۰۴٫۸                   | ۱۶۵۹۶۷٫۸                   |
| ۳۸   | شرکت فروشگاه‌های زنجیره ای افق کوروش                | ۹۶۵۳۰٫۷                   | ۱۶۱۶۶۵٫۵                   |
| ۳۹   | شرکت گسترش صنایع معدنی کاوه پارس                   | ۶۸۴۳۲٫۱                   | ۱۵۹۴۴۹٫۳                   |
| ۴۰   | شرکت پتروشیمی زاگرس                                | ۸۴۴۱۷٫۹                   | ۱۵۳۳۴۷٫۲                   |
| ۴۱   | شرکت توسعه آهن و فولاد گل گهر                      | ۵۳۳۹۶٫۵                   | ۱۴۳۳۹۲٫۲                   |
| ۴۲   | شرکت مادر تخصصی توسعه معادن وصنایع معدنی خاورمیانه | ۶۸۱۸۱٫۳                   | ۱۴۲۳۴۷٫۵                   |
| ۴۳   | شرکت پالایش نفت لاوان                              | ۱۱۶۹۳۳٫۸                  | ۱۴۲۱۸۹٫۹                   |
| ۴۴   | شرکت فولاد هرمزگان جنوب                            | ۶۹۷۶۵٫۱                   | ۱۴۰۸۰۰                     |
| ۴۵   | شرکت فولاد کاوه جنوب کیش                           | ۵۴۲۲۲٫۱                   | ۱۳۶۲۸۹٫۶                   |
| ۴۶   | شرکت گروه مالی ملت                                 | ۷۶۹۶۹٫۴                   | ۱۲۸۰۴۸٫۴                   |
| ۴۷   | شرکت سرمایه‌گذاری توسعه معادن و فلزات               | ۴۶۷۷۶٫۳                   | ۱۲۷۵۹۷٫۴                   |
| ۴۸   | بانک کارآفرین                                      | ۵۸۸۶۸٫۵                   | ۱۲۷۳۴۵٫۲                   |
| ۴۹   | شرکت مبین انرژی خلیج فارس                          | ۷۵۳۴۵٫۱                   | ۱۲۲۵۸۷٫۹                   |
| ۵۰   | بانک اقتصاد نوین                                   | ۶۰۲۸۳٫۴                   | ۱۲۲۴۴۶٫۲                   |
| ۵۱   | شرکت بیمه آسیا                                     | ۷۵۸۵۶٫۸                   | ۱۱۷۵۱۶٫۶                   |
| ۵۲   | شرکت پتروشیمی شازند اراک                           | ۷۱۱۶۸٫۹                   | ۱۱۶۵۱۶٫۸                   |
| ۵۳   | بانک گردشگری                                       | ۶۱۶۶۴٫۵                   | ۱۱۵۵۶۷٫۲                   |
| ۵۴   | بانک سامان                                         | ۵۶۱۹۴٫۳                   | ۱۱۵۴۷۱٫۸                   |
| ۵۵   | شرکت صنایع تولیدی کروز                             | ۵۲۶۱۶٫۹                   | ۱۱۳۸۷۱٫۴                   |
| ۵۶   | شرکت سرمایه‌گذاری صدر تأمین                         | ۵۴۱۷۵٫۸                   | ۱۰۶۸۵۱٫۳                   |
| ۵۷   | شرکت پتروشیمی شهید تندگویان                        | ۷۱۸۱۵٫۶                   | ۱۰۱۳۰۷٫۷                   |
| ۵۸   | شرکت سرمایه‌گذاری صندوق بازنشستگی کشوری             | ۵۴۲۰۷٫۶                   | ۹۹۰۶۴٫۶                    |
| ۵۹   | شرکت بیمه پاسارگاد                                 | ۵۰۸۰۷٫۹                   | ۹۱۴۵۹٫۱                    |
| ۶۰   | شرکت بیمه دانا                                     | ۵۸۰۵۲٫۴                   | ۹۱۴۱۰٫۶                    |
| ۶۱   | شرکت صنایع شیر ایران                               | ۵۷۱۲۹٫۳                   | ۸۷۵۷۷                      |
| ۶۲   | موسسه صندوق ذخیره فرهنگیان                         | ۳۸۴۴۱٫۹                   | ۸۵۹۷۸٫۱                    |
| ۶۳   | شرکت تولیدی فولاد سپید فراب کویر                   | ۴۲۵۴۸٫۴                   | ۸۱۴۸۴٫۲                    |
| ۶۴   | شرکت گروه توسعه اقتصاد ملل                         | ۱۶۵۴۵٫۱                   | ۸۰۱۶۶٫۳                    |
| ۶۵   | شرکت صنایع معدنی فولاد سنگان خراسان                | ۲۴۰۴۱٫۶                   | ۷۸۸۸۰٫۸                    |
| ۶۶   | شرکت فروشگاه‌های زنجیره ای اتکا                     | ۳۹۳۳۵٫۹                   | ۷۸۲۲۲٫۹                    |
| ۶۷   | شرکت توسعه صنایع بهشهر                             | ۵۱۹۲۷٫۹                   | ۷۶۸۵۱٫۸                    |
| ۶۸   | شرکت پتروشیمی لاله                                 | ۳۳۰۲۷                     | ۷۵۵۶۸٫۸                    |
| ۶۹   | شرکت بیمه دی                                       | ۶۹۴۲۱٫۳                   | ۷۵۳۴۲٫۵                    |
| ۷۰   | شرکت فروشگاه‌های زنجیره ای رفاه                     | ۴۸۶۱۷٫۵                   | ۷۵۲۶۲٫۹                    |
| ۷۱   | شرکت پتروشیمی اروند                                | ۴۳۹۱۹٫۳                   | ۷۵۱۳۸٫۱                    |
| ۷۲   | شرکت گسترش صنایع و معادن ماهان                     | ۲۰۶۲۹٫۳                   | ۷۴۹۷۱٫۶                    |
| ۷۳   | شرکت گروه بهمن                                     | ۲۴۴۷۷٫۲                   | ۷۴۵۷۹٫۳                    |
| ۷۴   | شرکت پتروشیمی شیراز                                | ۴۰۹۱۸٫۳                   | ۷۴۲۸۳٫۹                    |
| ۷۵   | شرکت مجتمع فولاد خراسان                            | ۴۵۲۸۲٫۹                   | ۷۳۸۲۳٫۸                    |
| ۷۶   | شرکت فولاد سیرجان ایرانیان                         | ۲۹۴۹۵٫۵                   | ۷۳۷۸۴٫۷                    |
| ۷۷   | شرکت آهن و فولاد ارفع                              | ۳۵۷۹۸٫۸                   | ۷۳۷۷۶                      |
| ۷۸   | شرکت نفت سپاهان ه                                  | ۴۸۳۶۷                     | ۷۲۷۱۰٫۷                    |
| ۷۹   | شرکت پتروشیمی تبریز                                | ۳۶۹۹۲٫۶                   | ۷۱۳۶۱٫۷                    |
| ۸۰   | شرکت گروه توسعه فراگیر فولاد خوزستان               | ۴۳۳۲۴٫۵                   | ۷۱۱۱۶٫۴                    |
| ۸۱   | بانک سینا                                          | ۴۱۱۳۴٫۴                   | ۷۰۲۸۴٫۲                    |
| ۸۲   | شرکت داریا همراه پایتخت                            | ۲۱۹۳۶٫۵                   | ۶۸۱۵۰٫۹                    |
| ۸۳   | شرکت مجتمع جهان فولاد سیرجان                       | ۲۲۴۸۰                     | ۶۷۴۱۸٫۶                    |
| ۸۴   | شرکت اقتصادی و خودکفایی آزادگان                    | ۳۰۳۹۰٫۱                   | ۶۶۳۵۹٫۲                    |
| ۸۵   | شرکت پلی پروپیلن جم                                | ۳۳۲۴۵٫۷                   | ۶۶۱۰۵                      |
| ۸۶   | شرکت فرآوری معدنی اپال کانی پارس                   | ۴۴۳۸۴٫۹                   | ۶۵۴۲۴٫۴                    |
| ۸۷   | شرکت مهندسی و ساختمان صنایع نفت                    | ۳۴۶۷۲٫۱                   | ۶۵۰۷۶٫۴                    |
| ۸۸   | شرکت نفت بهران                                     | ۴۴۳۰۷٫۳                   | ۶۴۷۳۵٫۸                    |
| ۸۹   | شرکت فراتحقیق سپاهان                               | ۲۸۰۷۹٫۴                   | ۶۴۳۳۰٫۹                    |
| ۹۰   | شرکت پتروشیمی فن آوران                             | ۳۲۳۴۰٫۸                   | ۶۳۸۶۳٫۶                    |
| ۹۱   | شرکت آسان پرداخت پرشین                             | ۵۲۸۱۵٫۶                   | ۶۲۱۳۷٫۱                    |
| ۹۲   | شرکت بیمه معلم                                     | ۳۴۰۲۱٫۶                   | ۶۰۴۳۶٫۷                    |
| ۹۳   | شرکت بیمه کوثر                                     | ۳۲۳۷۳                     | ۵۹۰۱۶٫۸                    |
| ۹۴   | شرکت مهندسی فکور صنعت تهران                        | ۲۵۳۲۷٫۵                   | ۵۷۵۰۲٫۵                    |
| ۹۵   | شرکت پالایش نفت جی                                 | ۴۰۷۰۲                     | ۵۶۸۸۱٫۳                    |
| ۹۶   | شرکت سنگ آهن مرکزی ایران                           | ۳۱۱۹۷٫۹                   | ۵۶۳۶۶٫۷                    |
| ۹۷   | شرکت بین‌المللی توسعه صنایع و معادن غدیر            | ۳۴۶۵۰٫۶                   | ۵۴۶۵۸                      |
| ۹۸   | شرکت مجتمع صنایع و معادن احیاء سپاهان              | ۲۷۵۶۲٫۸                   | ۵۳۵۰۹٫۸                    |
| ۹۹   | شرکت صنعت غذایی کورش                               | ۳۰۱۷۸٫۳                   | ۵۲۸۸۸٫۳                    |
| ۱۰۰  | شرکت نفت ایرانول (هولدینگ)                         | ۳۱۳۶۹٫۵                   | ۵۲۸۰۰٫۵                    |
| ۱۰۱  | شرکت آلومینیوم المهدی                              | ۱۸۷۶۷٫۵                   | ۵۲۰۱۷٫۸                    |

## ۱۳۹۶
| رتبه | نام شرکت                                                            | فروش سال ۹۶ (میلیارد ریال) | فروش سال ۹۵ (میلیارد ریال) |
| ۱    | شرکت صنایع پتروشیمی خلیج فارس (هولدینگ)                             | ۳۳۹٬۵۲۱                    | ۲۶۵٬۰۹۱                    |
| ۲    | بانک و هلدینگ سرما                                                  | ۵۹۷۸۹۳                     | ۳۹۰۵۹۷                     |
| ۳    | بانک پارسیان (هولدینگ)                                              | ۳۰۹٬۸۰۱                    | ۲۳۹٬۳۶۶                    |
| ۴    | شرکت پالایش نفت اصفهان                                              | ۲۵۰٬۸۵۵                    | ۱۹۵٬۹۷۴                    |
| ۴    | شرکت سایپا (هولدینگ)                                                | ۲۴۸٬۴۲۷                    | ۱۸۲٬۷۳۲                    |
| ۵    | بانک صادرات ایران (هولدینگ)                                         | ۲۳۹٬۵۹۳                    | ۲۲۲٬۰۱۴                    |
| ۶    | شرکت پالایش نفت بندرعباس                                            | ۲۲۲٬۸۳۱                    | ۱۶۴٬۴۱۸                    |
| ۷    | شرکت فولاد مبارکه اصفهان (هولدینگ)                                  | ۲۱۰٬۳۳۴                    | ۱۳۶٬۰۲۲                    |
| ۸    | بانک آینده (هولدینگ)                                                | ۲۰۳٬۷۱۵                    | ۱۵۶٬۶۳۲                    |
| ۹    | شرکت گروه گسترش نفت و گاز پارسیان (هولدینگ)                         | ۱۹۶٬۰۶۱                    | ۱۶۸٬۸۵۱                    |
| ۱۰   | بانک کار آفرین (هولدینگ)                                            | ۱۷۵٬۸۸۷                    | ۱۲۴٬۱۹۶                    |
| ۱۱   | شرکت مخابرات ایران (هولدینگ)                                        | ۱۶۳٬۲۵۵                    | ۱۴۵٬۹۳۵                    |
| ۱۲   | بانک تجارت (هولدینگ)                                                | ۱۵۵٬۸۶۷                    | ۱۷۹٬۱۰۰                    |
| ۱۳   | بانک انصار (هولدینگ)                                                | ۱۳۵٬۸۶۲                    | ۱۱۵٬۶۸۸                    |
| ۱۴   | شرکت ارتباطات سیار ایران (هولدینگ)                                  | ۱۱۹٬۲۲۱                    | ۱۰۳٬۸۱۵                    |
| ۱۵   | بانک سینا (هولدینگ)                                                 | ۱۰۸٬۰۱۷                    | ۸۴٬۷۸۶                     |
| ۱۶   | بانک کشاورزی (هولدینگ)                                              | ۱۰۷٬۲۹۲                    | ۱۰۴٬۱۸۶                    |
| ۱۷   | بانک رفاه کارگران (هولدینگ)                                         | ۱۰۵٬۱۲۱                    | ۷۹٬۱۰۷                     |
| ۱۸   | شرکت پتروشیمی نوری (برزویه)                                         | ۹۱٬۹۶۹                     | ۷۸٬۹۷۴                     |
| ۱۹   | شرکت ملی صنایع مس ایران (هولدینگ)                                   | ۸۵٬۹۳۸                     | ۶۹٬۲۳۴                     |
| ۲۰   | شرکت سرمایه‌گذاری نفت و گاز و پتروشیمی تأمین (هولدینگ)               | ۸۲٬۶۸۶                     | ۷۳٬۱۴۱                     |
| ۲۱   | شرکت پالایش نفت تبریز (هولدینگ)                                     | ۸۱٬۷۵۶                     | ۶۱٬۵۴۸                     |
| ۲۲   | شرکت سرمایه‌گذاری گروه توسعه ملی (هولدینگ)                           | ۸۰٬۷۱۰                     | ۶۹٬۰۸۰                     |
| ۲۳   | شرکت گروه مپنا (هولدینگ)                                            | ۷۳٬۶۳۸                     | ۷۴٬۶۱۵                     |
| ۲۴   | شرکت پتروشیمی بندر امام                                             | ۷۳٬۰۸۱                     | ۵۵٬۴۵۴                     |
| ۲۵   | شرکت معدنی و صنعتی گل گهر (هولدینگ)                                 | ۶۷٬۴۴۵                     | ۳۵٬۸۷۷                     |
| ۲۶   | شرکت پتروشیمی جم (هولدینگ)                                          | ۶۷٬۳۶۲                     | ۵۵٬۹۱۳                     |
| ۲۷   | شرکت مهندسی و مشاور سازه گستر سایپا                                 | ۶۱٬۳۰۹                     | ۴۵٬۸۳۰                     |
| ۲۸   | شرکت پتروشیمی مارون (هولدینگ)                                       | ۶۰٬۷۴۵                     | ۴۷٬۶۱۵                     |
| ۲۹   | بانک اقتصاد نوین (هولدینگ)                                          | ۵۸٬۶۱۴                     | ۶۰٬۷۸۰                     |
| ۳۰   | شرکت کشتیرانی جمهوری اسلامی ایران (هولدینگ)                         | ۴۷٬۱۹۵                     | ۳۵٬۴۹۵                     |
| ۳۱   | شرکت پتروشیمی زاگرس                                                 | ۴۴٬۳۳۷                     | ۳۱٬۹۹۵                     |
| ۳۲   | بانک صنعت و معدن (هولدینگ)                                          | ۴۳٬۰۰۱                     | ۳۴٬۶۴۷                     |
| ۳۳   | شرکت بیمه آسیا (هولدینگ)                                            | ۴۲٬۸۶۷                     | ۳۳٬۸۶۸                     |
| ۳۴   | سازمان اتکا (هولدینگ)                                               | ۴۱٬۱۷۴                     | ۳۸٬۹۷۳                     |
| ۳۵   | شرکت پلیمر آریا ساسول                                               | ۴۰٬۴۲۰                     | ۳۲٬۷۵۴                     |
| ۳۶   | شرکت آسان پرداخت پرشین                                              | ۳۸٬۳۵۹                     | ۲۹٬۸۳۵                     |
| ۳۷   | شرکت توسعه صنایع بهشهر (هولدینگ)                                    | ۳۷٬۷۳۲                     | ۳۲٬۲۴۳                     |
| ۳۸   | شرکت پتروشیمی امیر کبیر                                             | ۳۳٬۳۷۹                     | ۲۵٬۶۰۶                     |
| ۳۹   | شرکت پتروشیمی بوعلی سینا                                            | ۳۳٬۱۶۷                     | ۱۹٬۰۱۹                     |
| ۴۰   | شرکت فروشگاه‌های زنجیره ای افق کوروش (هولدینگ)                       | ۲۹٬۵۶۴                     | ۱۶٬۴۴۱                     |
| ۴۱   | شرکت صنایع تولیدی کروز                                              | ۲۹٬۳۰۹                     | ۲۷٬۸۷۳                     |
| ۴۲   | شرکت فولاد هرمزگان جنوب                                             | ۲۸٬۱۸۸                     | ۱۵٬۱۳۴                     |
| ۴۳   | شرکت بیمه دانا (هولدینگ)                                            | ۲۸٬۰۴۶                     | ۲۴٬۹۶۸                     |
| ۴۴   | شرکت مادر تخصصی توسعه معادن وصنایع معدنی خاورمیانه (هولدینگ)        | ۲۷٬۷۸۹                     | ۱۴٬۵۴۵                     |
| ۴۵   | شرکت سرمایه‌گذاری ایران (هولدینگ)                                    | ۲۶٬۹۳۵                     | ۳۳٬۳۸۸                     |
| ۴۶   | شرکت صنایع شیر ایران (هولدینگ)                                      | ۲۶٬۷۳۲                     | ۲۵٬۵۳۱                     |
| ۴۷   | شرکت گروه بهمن (هولدینگ)                                            | ۲۶٬۶۹۳                     | ۲۰٬۴۵۲                     |
| ۴۸   | شرکت مادر تخصصی گسترش صنایع غذایی سینا (هولدینگ)                    | ۲۵٬۸۵۲                     | ۲۳٬۵۹۶                     |
| ۴۹   | شرکت بیمه البرز                                                     | ۲۵٬۳۶۸                     | ۲۱٬۸۲۹                     |
| ۵۰   | شرکت بازرگانی پتروشیمی (هولدینگ)                                    | ۲۵٬۳۳۱                     | ۳۲٬۱۱۰                     |
| ۵۱   | شرکت گروه مدیریت سرمایه‌گذاری امید (هولدینگ)                         | ۲۵٬۲۹۱                     | ۱۷٬۵۰۵                     |
| ۵۲   | شرکت تهیه و توزیع قطعات و لوازم یدکی ایران خودرو - ایساکو (هولدینگ) | ۲۳٬۷۱۵                     | ۱۷٬۰۶۶                     |
| ۵۳   | شرکت پخش رازی                                                       | ۲۳٬۶۷۸                     | ۲۱٬۲۱۴                     |
| ۵۴   | شرکت سرمایه‌گذاری سیمان تأمین (هولدینگ)                              | ۲۳٬۵۴۳                     | ۱۶٬۰۸۴                     |
| ۵۵   | شرکت پتروشیمی شهید تندگویان                                         | ۲۲٬۹۹۶                     | ۱۴٬۹۷۹                     |
| ۵۶   | شرکت بیمه پارسیان (هولدینگ)                                         | ۲۲٬۴۰۱                     | ۱۹٬۷۳۷                     |
| ۵۷   | شرکت گروه فن آوران هوشمند بهسازان فردا (هولدینگ)                    | ۲۱٬۴۷۳                     | ۱۶٬۴۱۹                     |
| ۵۸   | شرکت فراب (هولدینگ)                                                 | ۲۱٬۲۸۱                     | ۱۸٬۵۶۱                     |
| ۵۹   | شرکت گروه ارزش آفرینان پاسارگاد (هولدینگ)                           | ۲۰٬۸۲۵                     | ۱۴٬۳۶۳                     |
| ۶۰   | شرکت نفت بهران (هولدینگ)                                            | ۲۰٬۷۸۶                     | ۱۸٬۴۵۸                     |
| ۶۱   | شرکت بیمه پاسارگاد (هولدینگ)                                        | ۱۹٬۹۳۲                     | ۱۳٬۹۹۲                     |
| ۶۲   | شرکت مهندسی و ساختمان صنایع نفت (هولدینگ)                           | ۱۸٬۸۷۵                     | ۲۸٬۷۹۸                     |
| ۶۳   | شرکت فولاد کاوه جنوب کیش                                            | ۱۸٬۷۷۸                     | ۸٬۶۰۰                      |
| ۶۴   | شرکت مجتمع فولاد خراسان (هولدینگ)                                   | ۱۷٬۸۷۱                     | ۱۰٬۵۲۵                     |
| ۶۵   | شرکت نفت پاسارگاد (هولدینگ)                                         | ۱۷٬۶۴۳                     | ۱۳٬۵۶۷                     |
| ۶۶   | شرکت شبکه الکترونیکی پرداخت کارت شاپرک                              | ۱۷٬۶۲۲                     | ۱۳٬۳۰۶                     |
| ۶۷   | شرکت نفت سپاهان (هولدینگ)                                           | ۱۷٬۴۲۳                     | ۱۲٬۶۵۰                     |
| ۶۸   | شرکت پتروشیمی شیراز (هولدینگ)                                       | ۱۷٬۲۹۰                     | ۱۲٬۶۵۲                     |
| ۶۹   | شرکت مهندسی و ساخت تأسیسات دریایی ایران (هولدینگ)                   | ۱۶٬۶۱۴                     | ۱۳٬۲۴۸                     |
| ۷۰   | شرکت پتروشیمی لاله                                                  | ۱۶٬۳۸۶                     | ۱۳٬۸۷۶                     |
| ۷۱   | شرکت پتروشیمی اروند                                                 | ۱۶٬۲۶۵                     | ۹٬۳۵۲                      |
| ۷۲   | شرکت قاسم ایران                                                     | ۱۶٬۱۶۸                     | ۱۶٬۰۷۰                     |
| ۷۳   | شرکت سرمایه‌گذاری توسعه معادن و فلزات (هولدینگ)                      | ۱۶٬۰۳۵                     | ۷٬۷۷۰                      |
| ۷۴   | شرکت پرداخت اول کیش                                                 | ۱۵٬۷۳۸                     | ۱۱٬۸۷۴                     |
| ۷۵   | شرکت بهمن موتور                                                     | ۱۵٬۵۷۹                     | ۹٬۰۷۰                      |
| ۷۶   | شرکت پالایش نفت جی (هولدینگ)                                        | ۱۴٬۹۳۸                     | ۱۰٬۲۲۱                     |
| ۷۷   | شرکت بیمه کوثر                                                      | ۱۴٬۵۵۲                     | ۱۲٬۴۷۴                     |
| ۷۸   | شرکت سرمایه‌گذاری تأمین اجتماعی نیروهای مسلح (هولدینگ)               | ۱۴٬۴۵۲                     | ۱۱٬۹۵۹                     |
| ۷۹   | شرکت بیمه معلم                                                      | ۱۴٬۱۹۸                     | ۱۱٬۰۱۸                     |
| ۸۰   | شرکت سرمایه‌گذاری برق و انرژی غدیر (هولدینگ)                         | ۱۴٬۱۲۲                     | ۴٬۸۷۴                      |
| ۸۱   | شرکت گروه توسعه اقتصاد ملل (هولدینگ)                                | ۱۴٬۰۸۲                     | ۲۱٬۰۰۴                     |
| ۸۲   | شرکت سیمان فارس و خوزستان (هولدینگ)                                 | ۱۳٬۷۶۲                     | ۱۱٬۹۶۴                     |
| ۸۳   | شرکت به پخش (هولدینگ)                                               | ۱۳٬۵۶۳                     | ۱۳٬۲۱۲                     |
| ۸۴   | شرکت آهن و فولاد ارفع                                               | ۱۳٬۵۶۰                     | ۹٬۰۷۳                      |
| ۸۵   | شرکت سنگ آهن مرکزی ایران                                            | ۱۳٬۵۵۳                     | ۸٬۳۸۵                      |
| ۸۶   | شرکت پخش سایه سمن                                                   | ۱۳٬۱۹۱                     | ۱۲٬۲۷۶                     |
| ۸۷   | شرکت نفت ایرانول (هولدینگ)                                          | ۱۳٬۱۴۲                     | ۱۱٬۱۱۵                     |
| ۸۸   | شرکت به پرداخت ملت                                                  | ۱۲٬۸۷۸                     | ۴٬۵۶۰                      |
| ۸۹   | شرکت پتروشیمی فن آوران                                              | ۱۲٬۱۹۸                     | ۹٬۳۲۴                      |
| ۹۰   | شرکت سرمایه‌گذاری و توسعه گل گهر (هولدینگ)                           | ۱۱٬۶۴۶                     | ۳٬۷۲۸                      |
| ۹۱   | شرکت آدورا طب                                                       | ۱۱٬۶۳۶                     | ۹٬۶۷۷                      |
| ۹۲   | شرکت گسترش انرژی پاسارگاد (هولدینگ)                                 | ۱۱٬۶۲۵                     | ۶٬۷۰۹                      |
| ۹۳   | شرکت مهندسی و ساخت توربین مپنا-توگا                                 | ۱۱٬۲۱۳                     | ۱۱٬۹۱۹                     |
| ۹۴   | شرکت توسعه معادن روی ایران (هولدینگ)                                | ۱۱٬۱۶۷                     | ۷٬۱۰۶                      |
| ۹۵   | شرکت بیمه کار آفرین (هولدینگ)                                       | ۱۱٬۱۶۵                     | ۱۰٬۹۶۰                     |
| ۹۶   | شرکت بازرگانی سایپا یدک (هولدینگ)                                   | ۱۰٬۹۵۵                     | ۱۰٬۲۱۰                     |
| ۹۷   | شرکت تولید خودرو و صنعت خزر                                         | ۱۰٬۸۷۹                     | ۷٬۵۶۶                      |
| ۹۸   | شرکت توسعه آهن و فولاد گل گهر (هولدینگ)                             | ۱۰٬۷۰۶                     | ۳٬۸۲۳                      |
| ۹۹   | شرکت پتروشیمی رازی (هولدینگ)                                        | ۱۰٬۳۷۰                     | ۱۰٬۶۲۷                     |
| ۱۰۰  | شرکت تراکتورسازی ایران (هولدینگ)                                    | ۱۰٬۳۵۲                     | ۸٬۹۸۰                      |